# Ламберт II (граф Лувена)
Ламбе́рт II (умер после 21 сентября 1062) — граф Лувена в 1041—1062 годах, младший сын Ламберта I Бородатого и Герберги Каролингской (дочери Карла Лотарингского).

## Биография

### Правление
Ламберт II наследовал своему племяннику Оттону I. Во время его правления мощи святой Гудулы были перенесены в церковь св. архангела Михаила, которая впоследствии была названа также и в честь её.
Ламберт был союзником Готфрида II Бородатого и в 1054 году поднял мятеж против императора Священной Римской империи Генриха III. Он был побежден близ Турне.

### Брак и дети
Жена — Ода (Адела), дочь Гоцело, герцога Нижней Лотарингии. Дети:
- Генрих II (ок. 1020—1078/1079)
- Адела Лувенская (? — 1083) графиня Веймар-Орламюнде, графиня Айленбург (Саксония), графиня Нижнелужицкая, жена: 1) ок 1060 года Отто Веймарского (? — 1067), графа Веймар-Орламюнде (1062-67), маркграфа Мейсена (1062-67); 2) с 1069 года Деди (Дедо) II фон Веттин (ок. 1010 — октябрь 1075), граф Айленбурга и граф гау Сиусули с 1034, маркграф Саксонской Восточной (Лужицкой, маркграф Нижнелужицкий) марки (Деди I) с 1046, граф в Южном Швабенгау в 1046—1068;
- Ренье (умер в 1077)